# ورثينجتون س. فورد
ورثينجتون س. فورد (بالإنجليزية: Worthington Chauncey Ford)‏ هو مؤرخ وأمين مكتبة أمريكي، ولد في 1858 في بروكلين في الولايات المتحدة، وتوفي في 7 مارس 1941 في المحيط الأطلسي.